# Ghisalba
Ghisalba [ɡiˈzalba] (Ghizàlba [ɡiˈzalba] in dialetto bergamasco) è un comune italiano di 6 188 abitanti della provincia di Bergamo in Lombardia. 
Situato nella pianura bergamasca, dista circa 16 chilometri in direzione sud-est, dal capoluogo orobico. Fa parte della Bassa Bergamasca.

## Storia
Le origini del paese risalgono all'epoca romana (V secolo d.C); di tale periodo si sono rinvenuti reperti archeologici di notevole importanza, tra cui un altare dedicato al culto del dio Giove.
A tale periodo si può far risalire anche la Via Francisca, su cui ancora oggi è ricalcata la viabilità moderna, come strada di scorrimento, che taglia l'alta pianura bergamasca da est ad ovest.
Una vaga diceria asserisce che questa via fosse ripristinata dai Franchi per permettere il trasferimento della salma dell'imperatore Ludovico II da Brescia a Milano.
In epoca medievale il paese fu al centro di numerose dispute tra le fazioni guelfe e ghibelline; infatti vi era anche un castello, distrutto per ben due volte nel XIV secolo per opera dei milanesi e di cui ora restano soltanto pochi resti delle mura di cinta dopo continue demolizioni sia nel XIX secolo sia dopo l'ultimo dopoguerra.

### Simboli
Lo stemma e il gonfalone sono stati concessi con decreto del presidente della Repubblica del 12 giugno 1984.
La rappresentazione della Via Francisca e dell'aquila romana con la sigla S.P.Q.R. ricordano le antichi origini del paese. Il bacolo, il pastorale e la mitra indicano i privilegi di cui era dotata la chiesa di Ghisalba e dei prevosti che potevano sedersi alla destra del vescovo durante il sinodo diocesano riunito nella cattedrale; diritti ribaditi dal motto latino che accompagna lo stemma: Diocesis prima dignitas, "la prima chiesa più importante della diocesi".
Il gonfalone è un drappo troncato di bianco e di rosso.

## Monumenti e luoghi d'interesse
Il paese deve il suo nome alla precedente e antica chiesa parrocchiale di San Lorenzo Martire, ampliata nel secolo XVIII dall'architetto Luca Lucchini di Certenago, poi demolita totalmente nel XIX secolo, che veniva chiamata ecclesia alba forse dal nome delle vesti dei battesimandi (quella di Ghisalba era una delle poche chiese battesimali presenti sul territorio di Bergamo) o più semplicemente perché le sue mura erano tinteggiate con calce bianca.
L'attuale chiesa, in forma di rotonda con cupola, è stata progettata dall'architetto Luigi Cagnola nella prima metà del XIX secolo; domina con la sua imponenza la piazza del paese, ed è caratterizzata da un pronao con imponenti colonne, nonché dal campanile che è stato costruito all'inizio del XX secolo sul luogo ove in passato sorgeva una torre, collegata alla cinta del castello e utilizzata a scopi difensivi. All'interno si trovano dipinti di pregio, tra i quali spiccano quelli di Gian Paolo Cavagna.

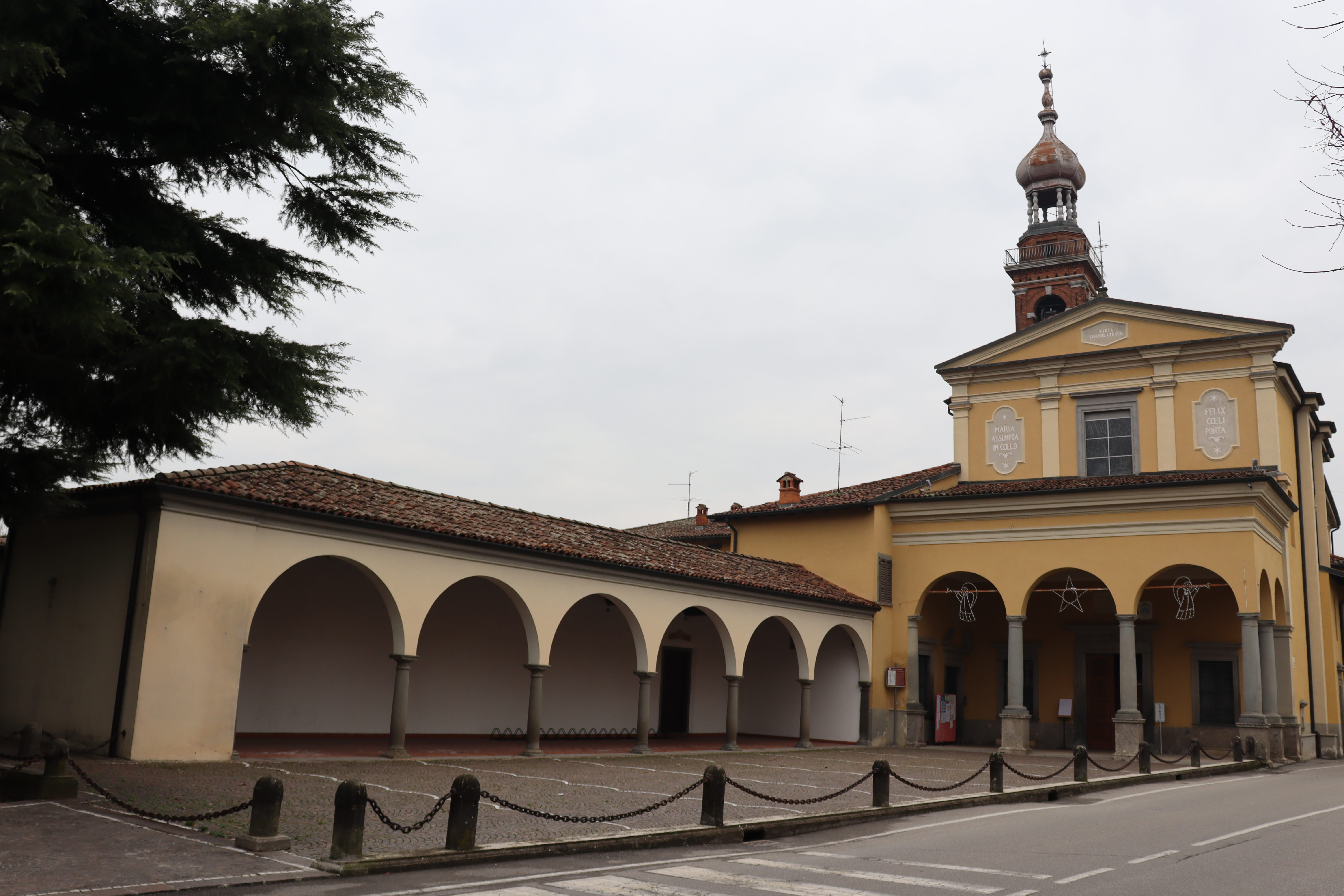
Il Santuario della Beata Vergine della Consolazione

 A Ghisalba è presente anche il Santuario della Beata Vergine della Consolazione. Questo luogo sacro rappresenta la devozione nei confronti della Vergine Maria. Qui vengono, inoltre, conservati una serie di affreschi legati all'apparizione della Madonna a una paesana che si chiamava Antoniola, detta Tonolla, avvenuta secondo la tradizione il 14 agosto 1453. La Beata Vergine fece la seguente richiesta: «Io voglio che tu dica alli homini et donne da Ghisalba che fazano hedificare in questo loco presente una cappella a Dio in mio honore». Nel XVII secolo il Santuario ha subito importanti trasformazioni, come l'ampliamento dell’area del coro. I fondi per la restaurazione del Santuario provenivano principalmente dai beni dei paesani lasciati alle istituzioni religiose del paese dopo la loro morte per peste. Nella seconda metà del XIX secolo, in questo luogo sacro sono state realizzate delle statue da Luigi Carrara. Esse rappresentano la scena dell'Apparizione.
Il Palazzo Ghidini è stato ampliato su progetto del 1853 preparato dall'architetto Trip Montana.
Ghisalba ha sempre avuto le caratteristiche di borgo agricolo e le mantenne sino al XX secolo: le colture predominanti erano quelle del frumento, del granoturco e delle patate. 
Restano, ai margini del centro abitato, numerosi esempi di cascinali, alcuni utilizzati, altri lasciati cadere in disuso.

## Società

### Evoluzione demografica
Abitanti censiti

## Cultura

### Eventi
- Festa della Madonna della Consolazione: 14 agosto. Il santuario della Madonna della Consolazione, in via C. Cossali è stato costruito dai cittadini di Ghisalba, per ricordare l'apparizione della Madonna avvenuta, secondo la tradizione, il 14 agosto 1453. La Madonna apparve alla "Tonolla" mentre raccoglieva il grano nei campi. La Beata Vergine Maria le mise un coltello in gola e indicò alla contadina di recarsi in paese e chiedere ai ghisalbesi di erigere un santuario in suo onore. Solo nel momento in cui ciò fosse stato accettato il coltello sarebbe uscito dalla gola e la Tonolla, povera contadina, avrebbe continuato a vivere. Ogni anno in occasione dei festeggiamenti il santuario è visitato da migliaia di persone, che in preghiera accompagnano le funzioni. La messa principale del giorno dell'apparizione è celebrata da un importante prelato, solitamente un vescovo. Nei nove giorni precedenti la data della ricorrenza viene celebrata la "novena", con una messa alle ore 20.30. Durante tutto il periodo della festa trovano collocamento nella via del santuario le bancarelle e le giostre che richiamano molti giovani e non solo.
- Gara delle balle di fieno: si svolge nel mese di maggio; le prime edizioni furono svolte in ottobre, in concomitanza della castagnata dell'oratorio. La gara prevedeva, nei primi anni, una corsa a tempo nelle vie del paese con partenza ed arrivo all'oratorio maschile. Successivamente il tracciato è stato modificato ed accorciato e trasferito definitivamente nella cornice di piazza Garibaldi. Le squadre composte da 7 elementi devono percorrere nel minor tempo possibile due giri della piazza facendo rotolare una balla di fieno. L'evento richiama in paese centinaia di persone che contribuiscono ad incitare i concorrenti lungo il faticoso percorso. Nel 2014 la manifestazione viene organizzata dal gruppo comunale degli Alpini
- Sagra del salame nostrano: dal 2000 si svolge nel centro di Ghisalba nel mese di luglio (dal 2009 si è stata anticipata alla seconda domenica di maggio) ed era organizzata dal Circolo della buona tavola, nel 2019 con la Pro Loco Ghisalba in collaborazione con il Circolo della buona tavola è stata realizzata la 14ª edizione. La sagra del salame ha lo scopo di promuovere il salame bergamasco e le sue qualità. Nell'ambito di questa rappresentazione ha luogo la gara dei salami, dove una giuria di esperti norcini ed appassionati (l'edizione 2005 ha visto tra i giurati anche il presidente della Provincia di Bergamo, Valerio Bettoni) analizzava sotto diversi aspetti circa 70 salami (consistenza, fattura, legatura, stagionatura), decretando a fine serata il vincitore. Le ultime edizioni registrarono migliaia di presenze nell'intero arco della giornata, richiamando gente dai paesi vicini e non solo. Tra i salami in gara ve ne sono molti provenienti anche da fuori provincia. Inoltre per tutta la durata della manifestazione abili norcini confezionano sul posto salami, salsicce e cotechini. Dopo la gara si apre la cucina e si possono gustare i prodotti. Dal 2019 la nuova denominazione "Sagra del salame bergamasco",e ha ottenuto la denominazione P.A.T.prodotto artigianale del territorio.

## Infrastrutture e trasporti
Fra il 1884 e il 1931 la località era servita da una stazione posta lungo la tranvia Bergamo-Soncino, di cui fino al 1888 costituì il capolinea meridionale provvisorio.

## Amministrazione
| Periodo        | Periodo        | Primo cittadino | Partito      | Carica  | Note |
| -------------- | -------------- | --------------- | ------------ | ------- | ---- |
| 14 giugno 2004 | 7 giugno 2009  | Antonio Pezzoli | Lista civica | Sindaco |      |
| 8 giugno 2009  | 26 maggio 2019 | Samuele Vegini  | Lega Nord    | Sindaco |      |
| 27 maggio 2019 | in carica      | Gianluigi Conti | Lista civica | Sindaco |      |